# 杜安·艾迪
杜安·艾迪（1938年4月26日—2024年4月30日），是美國吉他手。自1950年代末至1960年代初，他與身兼歌手、唱片騎師和製作人的李·黑茲爾伍德合作發行許多熱門作品，並以其獨特的吉他聲響著稱，如〈Rebel-'Rouser〉、〈Peter Gunn〉和〈Because They're Young〉。截至1963年，他共賣出了1200萬張唱片。
他於1994年入選搖滾名人堂，並於2008年入選音樂家名人堂和博物館。

## 早年人生與音樂生涯
杜安·艾迪出生於紐約州康寧市，他五歲開始彈吉他。1951年，他與家人搬到了亞利桑那州的土桑，然後搬到了柯立芝。艾迪16歲時，他拿到了與切特·阿特金斯同型的Gretsch 6120吉他，並與他的朋友吉米·德爾布里奇（Jimmy Delbridge）組成吉米與杜安二重唱（Jimmy & Duane）。他們在當地廣播電台KCKY表演時遇見了唱片騎師李·黑茲爾伍德，他之後於1955年在鳳凰城幫二重唱製作單曲〈Soda Fountain Girl〉。黑茲爾伍德隨後於1956年製作桑福德·克拉克與艾爾·凱西合作的熱門單曲〈The Fool〉，而艾迪和德爾布里奇則在鳳凰城多個廣播電台演出，並加入了巴迪·朗格的西部旋律男孩（Buddy Long's Western Melody Boys），在城市及周邊地區演奏乡村音乐。

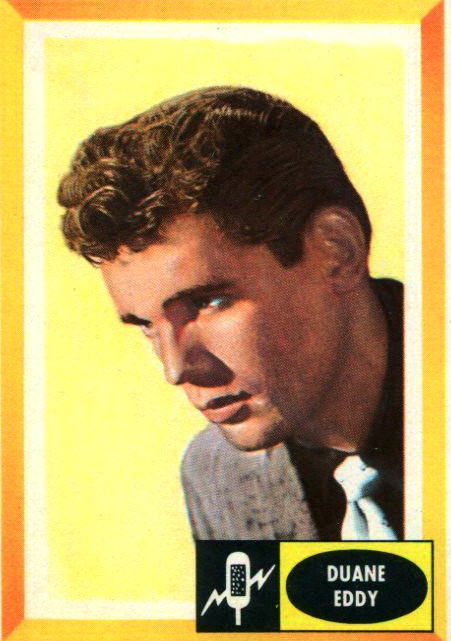
杜安·艾迪的收集卡照片。1960年，弗萊爾口香糖（Fleer gum）發行了一系列電台明星的收集卡，而艾迪也是其中之一。

艾迪發明了一種在他的吉他上以貝斯琴弦演奏的技術，以產生低沉、混響且獨特的「弦聲」式聲響。1957年11月，艾迪錄製了一首與黑茲爾伍德合寫的器樂曲〈Movin' n' Groovin〉。由於鳳凰城的錄音室並沒有回音室，於是黑茲爾伍德買了一個2000加侖（約7570公升）的儲水罐用作回音室來增強吉他的「弦聲」式聲響。1958年，艾迪簽下了與萊斯特·希爾和李·黑茲爾伍德的唱片合約，並開始在鳳凰城的Audio Recorders錄音室錄製歌曲。希爾和黑茲爾伍德則將錄製完成的單曲/專輯的錄音帶給予費城的傑米唱片發行。
〈Movin' n' Groovin〉於1958年初在《告示牌》百大單曲榜達到第72名。此歌曲開頭的riff是取用自查克·贝里的〈Brown Eyed Handsome Man〉，而幾年之後又被海灘男孩用在〈Surfin' U.S.A.〉上。後續的單曲〈Rebel-'Rouser〉則有洛杉磯錄音室樂手吉爾·貝爾納爾的多聲道薩克斯風以及嘟·喔普組合The Rivingtons的演唱與拍手聲。這首歌成為艾迪的大熱門，並在《告示牌》百大單曲榜上排名第6。它售出了超過一百萬份，讓艾迪贏得了他的人生第一張金唱片認證。
艾迪在接下來的幾年裡發行了一連串的熱門唱片，而他的伴奏樂團成員，包括史提夫·道格拉斯、薩克斯風手吉姆·霍恩、鍵盤手賴瑞·克奈赫特爾也均以錄音室樂手身分參與菲尔·斯佩克特的遇難船船員團隊的工作。作家瑞奇·恩特伯格在專欄寫道：「杜安·艾迪的單曲—〈Peter Gunn〉、〈Cannonball〉、〈Shazam〉和〈Forty Miles of Bad Road〉可能是其中最好的—也盡其所能地幫助維持當時已然搖搖欲墜的摇滚精神。」1959年1月9日，艾迪的首張專輯《Have 'Twangy' Guitar Will Travel》，並在專輯排行榜上排名第5，並在榜上維持了82週。在他的第四張專輯《Songs of Our Heritage》（1960年）中，所有曲目皆有他演奏原聲吉他或斑鳩琴。艾迪最受歡迎的歌曲是以弦樂編制為特色的1960年電影《因為他們還年輕》的同名主題曲。此歌曲在1960年9月在美國達到了第4位，在英國排名第2，而這也成為他第二張百萬銷售唱片。艾迪的唱片在英國同樣成功，1960年，英國《新音乐快递》世界頭號音樂人的讀者調查中，艾迪的排名高過了艾維斯·普里斯萊。
1960年，艾迪跳過了與希爾和黑茲爾伍德的關係，直接與傑米唱片簽約，這導致了艾迪和黑茲爾伍德之間的些許的摩擦。而造成結果是在與傑米唱片的合約期間，由艾迪自己製作單曲和專輯。
除此以外，杜安·艾迪與霍恩、克奈赫特爾、唐尼·歐文斯、鮑伯·泰勒（Bob Taylor）等人組成的反叛者樂團（Duane Eddy and the Rebels）成為了《迪克·克拉克秀》上的常客。

## 後期生涯

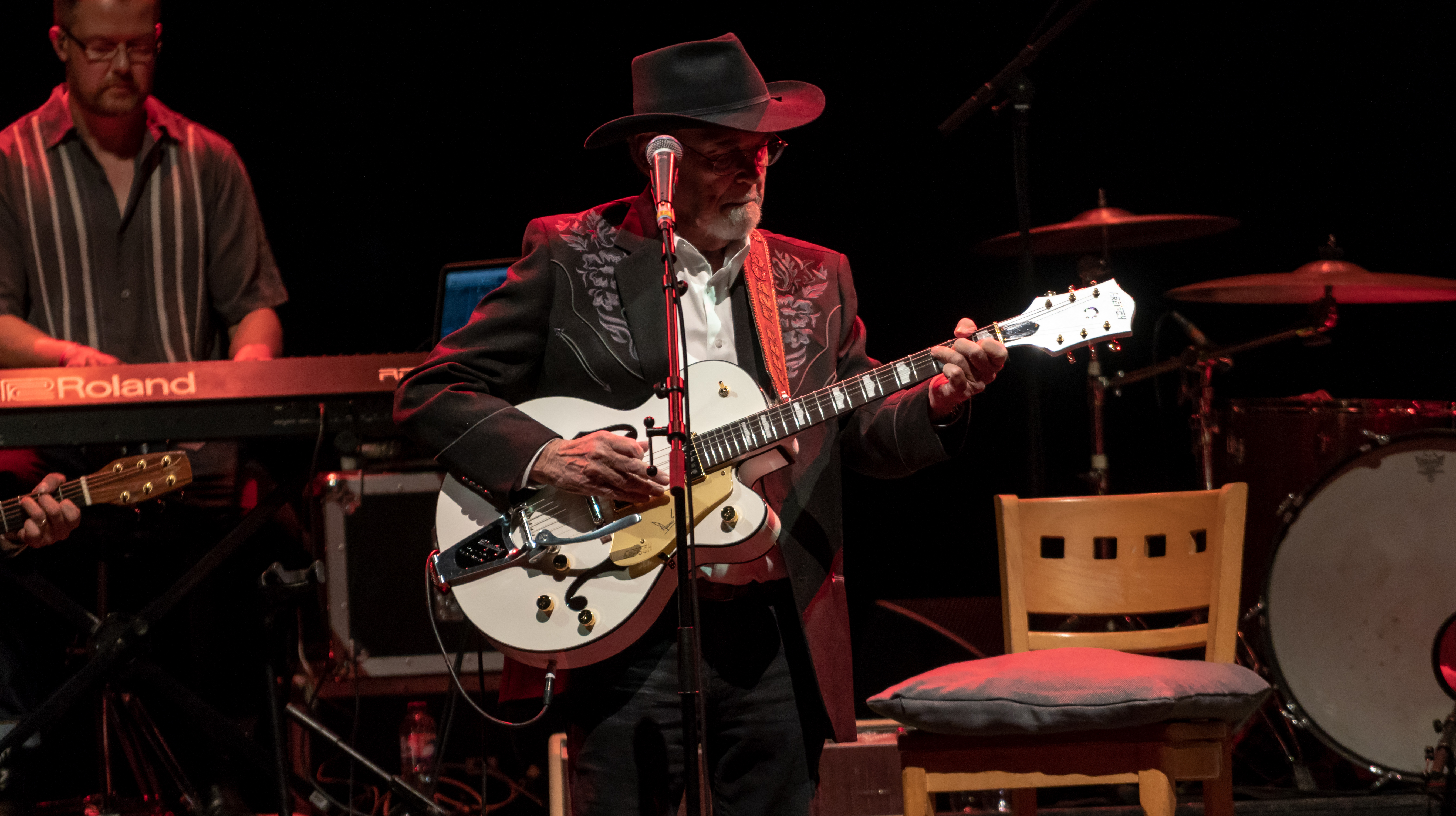
这是年老时杜安·艾迪的照片。苍白的头发和看似干枯但强劲的双手，他正在通过音乐来为他忠实的观众进行演奏。

1960年代期間，艾迪開始往演藝圈發展，參演了電影《雷鼓震天》、《The Wild Westerners》、《Kona Coast》、《The Savage Seven》，以及兩度出現在電視節目《Have Gun – Will Travel》中。艾迪於1961年與歌手潔西·柯爾特結婚，同年他與保羅·安卡的製作公司Camy簽訂了一份為期三年的合約，他的作品由RCA Victor發行。在RCA Victor錄音室的早期，艾迪與黑茲爾伍德重修舊好，後者參與了他的一些在RCA Victor的單曲和專輯。艾迪與黑茲爾伍德合寫的單曲〈(Dance With The) Guitar Man〉於1962年發行，成為他第三張百萬銷售金唱片。
在1970年代，他為菲爾·埃弗里和威倫·詹寧斯製作專輯。1972年，艾迪與節奏吉他手艾爾·戈爾格尼在B·J·湯瑪士的歌曲〈Rock and Roll Lullaby〉裡彈奏吉他。1975年，他與熱門詞曲作者東尼·麥考雷以及探索者樂團的創始成員基思·帕吉爾合作，創作了英國前十名單曲〈Play Me Like You Play Your Guitar〉。1977年，由威倫·詹寧斯和威利·尼爾森協助製作的單曲〈You Are My Sunshine〉登上了鄉村音樂排行榜。
1986年，艾迪與噪音藝術重製了自己於1960年翻唱自亨利·曼西尼的歌曲〈Peter Gunn〉。這首歌曾在該年夏天拿下全球熱門歌曲榜的前十名內、在《滾石雜誌》的舞曲榜上奪得第一並維持了六週。〈Peter Gunn〉也在1986年獲得葛萊美獎的最佳搖滾器樂演奏獎。
隔年，艾迪的同名專輯《Duane Eddy》由國會唱片發行，其中一些曲目是由保罗·麦卡特尼、傑夫·琳恩、雷·庫德以及噪音藝術製作的。在專輯中獻聲的藝人包括約翰·弗格蒂、乔治·哈里森、保羅·麥卡特尼、雷·庫德、詹姆士·伯頓、大衛·林德利、菲爾·皮克特、史蒂夫·克羅帕、以及反叛者樂團的原成員：霍恩和克奈赫特爾。這張專輯收錄了麥卡特尼1979年的器樂曲〈Rockestra Theme〉。1982年，艾迪的歌曲〈Rebel Walk〉出現在音樂喜劇《火爆浪子2》中，雖然它並不收錄在電影配樂碟中，但它在電影最後的人員表中被提及。1992年，艾迪在漢克·馬爾文的專輯《Into the Light》中與他翻彈了The Chantays的1963年名曲〈Pipeline〉。
1994年春天，艾迪入選搖滾名人堂。他的歌曲〈Rebel-'Rouser〉被用在同年的電影《阿甘正傳》中。奧利佛·史東指導的電影《閃靈殺手》則用了艾迪與拉維·香卡合寫的歌曲〈The Trembler〉。同樣在1994年，艾迪與卡爾·帕金斯和The Mavericks，為Red Hot Organization製作的艾滋病義賣專輯《Red Hot + Country》貢獻了歌曲〈Matchbox〉。1995年，艾迪在外國人合唱團的熱門單曲〈Until the end of Time〉中擔任主音吉他，而此歌也在《告示牌》的當代成人單曲榜上擠進前十。1996年，艾迪在漢斯·季默為電影《斷箭》製作的原聲帶中彈奏吉他。
2004年，杜安·艾迪獲得了《吉他手期刊》的傳奇獎（Legend Award），艾迪是繼萊斯·保羅後第二位獲獎者。那些表示受到艾迪影響的音樂人有乔治·哈里森、戴夫·戴維斯、漢克·馬爾文、投機者樂團、約翰·恩特維斯托、布魯斯·史普林斯汀、阿德里安·貝魯、比爾·尼爾森、馬克·諾弗勒和班·沃恩。
2010年10月，艾迪在倫敦皇家節日大廳的演出十分成功，這也讓他決定再錄一張專輯。於是在2011年6月28日，專輯《Road Trip》由Mad Monkey/EMI發行，並由谢菲尔德出身的理查德·霍利擔任製作人。《Mojo雜誌》將其名列於「2011年五十大專輯」的第37名。2011年6月26日，艾迪在格拉斯顿伯里当代表演艺术节上表演。
在2018年的80歲生日之旅中，艾迪與利物浦的創作歌手羅伯特·文森特（Robert Vincent）於10月23日在伦敦守护神剧院和於10月30日在曼彻斯特的布里奇沃特音樂廳演出。

## 個人生活
艾迪有兩段婚姻，他與第一任妻子潔西·科爾特於1961年結婚，育有一女珍妮佛（Jennifer），並於1968年離婚。艾迪後來與狄德·阿巴特（Deed Abbate）結婚，並育有一女琳達（Linda）和一子克里斯（Chris）。
2024年4月30日，艾迪僅僅在他過完86歲生日四天後因癌症在田纳西州富蘭克林過世。

## 延伸閱讀
- Furek, Maxim, The Jordan Brothers: A Musical Biography of Rock's Fortunate Sons. Kimberley Press, 1986.
- Hardy, Phil and Dave Laing, Encyclopedia of Rock, Schrimner Books, 1987.
- Stambler, Irwin, The Encyclopedia of Pop, Rock and Soul, St. Martin's, 1989.
- Rees, Dafydd,and Luke Crampton, Rock Movers & Shakers, ABC-CLIO, 1991.
- The Rolling Stone Encyclopedia of Rock and Roll edited by Jon Pareles and Patr Romanowski, Rolling Stone Press/Summit Books, 1993.
- Morritt, Bob, Rockin' in the Desert contains authorized biography, edited by Duane Eddy, Canaan-Star Publishing, 2012.

## 外部鏈結
- 杜安·艾迪官方網站
- 杜安·艾迪在互联网电影资料库（IMDb）上的資料（英文）
- 杜安·艾迪致敬網站上的作品列表 （页面存档备份，存于）
- 職業概述電台（Career Overview Radio）的採訪 （页面存档备份，存于）
- Duane Eddy Interview - NAMM Oral History Library (2009) （页面存档备份，存于）